# Museo Vasco de Historia de la Medicina y de las Ciencias
El Museo Vasco de Historia de la Medicina y de las Ciencias (en euskera Medikuntza eta Zientzia Historiaren Euskal Museoa) fue fundado en 1982 para preservar la memoria histórica de la medicina en el País Vasco. Se halla ubicado en el campus de Lejona de la Universidad del País Vasco (UPV) y contribuye a la formación de los estudiantes de medicina y de otras titulaciones.

## Colección
Distribuida en 1500 m², su colección permanente está formada por unos 6000 objetos médicos de los siglos XIX y XX, organizados temáticamente en 24 salas dedicadas a diferentes disciplinas o especialidades médicas: medicina popular, medicinas paralelas, farmacia, pesos y medidas, asepsia y antisepsia, microscopios, laboratorio, rayos X, obstetricia y ginecología, cirugía, anestesia, endoscopia, odontología, cardiología, oftalmología, electroterapia, anatomía patológica y ciencias naturales.
El museo realiza exposiciones temporales, publica libros y organiza conferencias, cursos y otras actividades de divulgación. Su actual director es el profesor y doctor Anton Erkoreka.

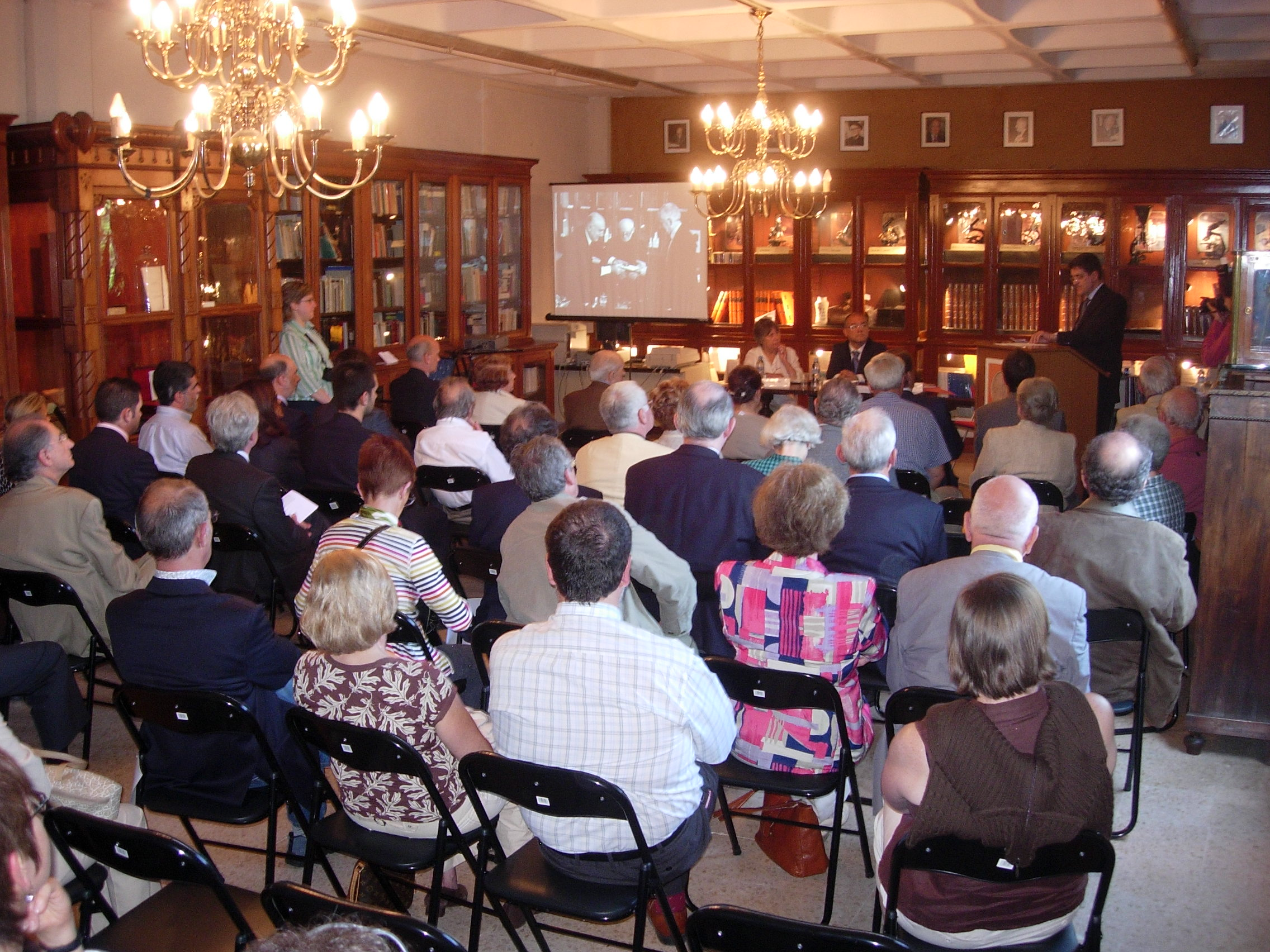
Evento académico (SFHM, mayo 2007)
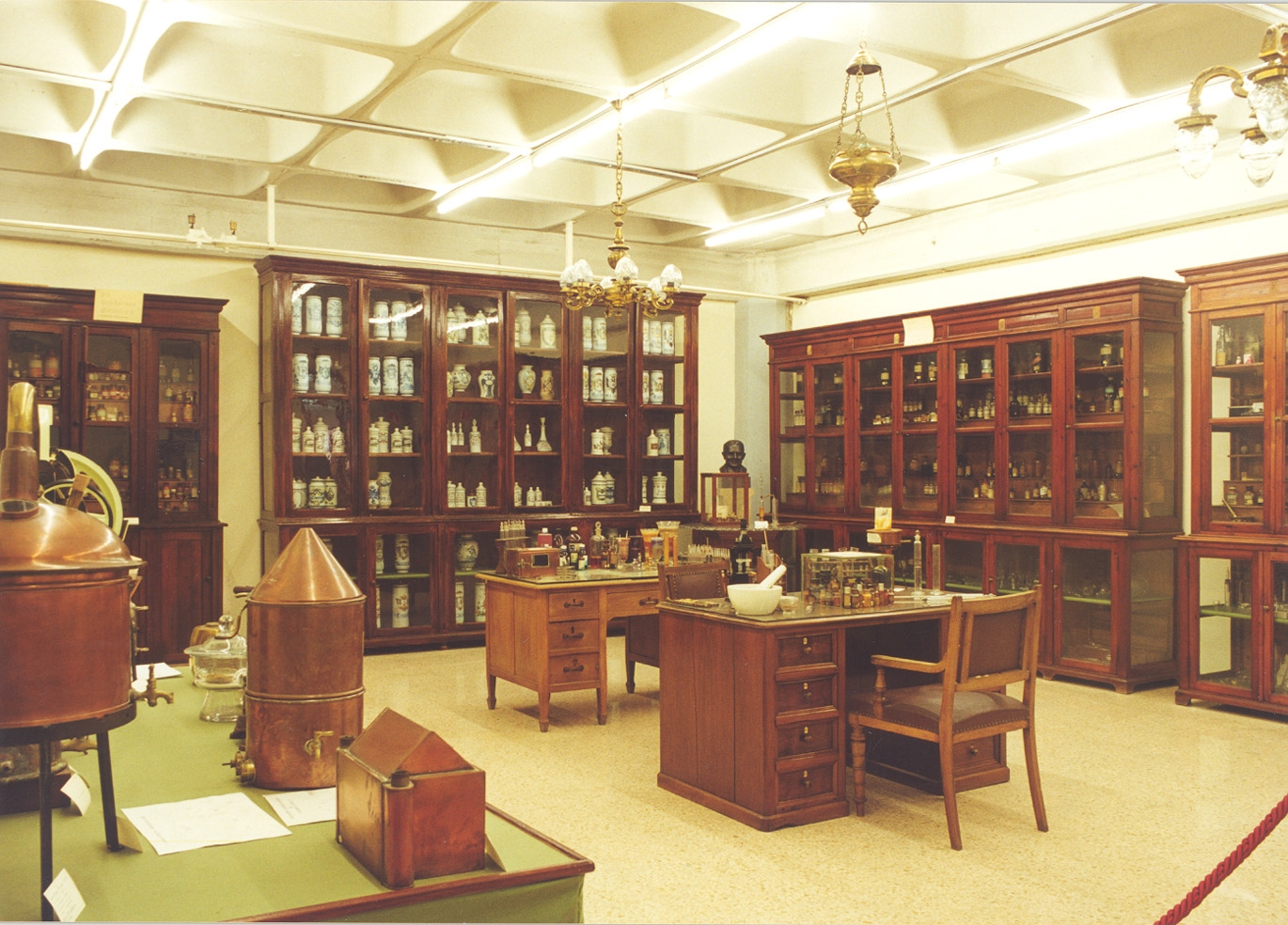
Sala de farmacia
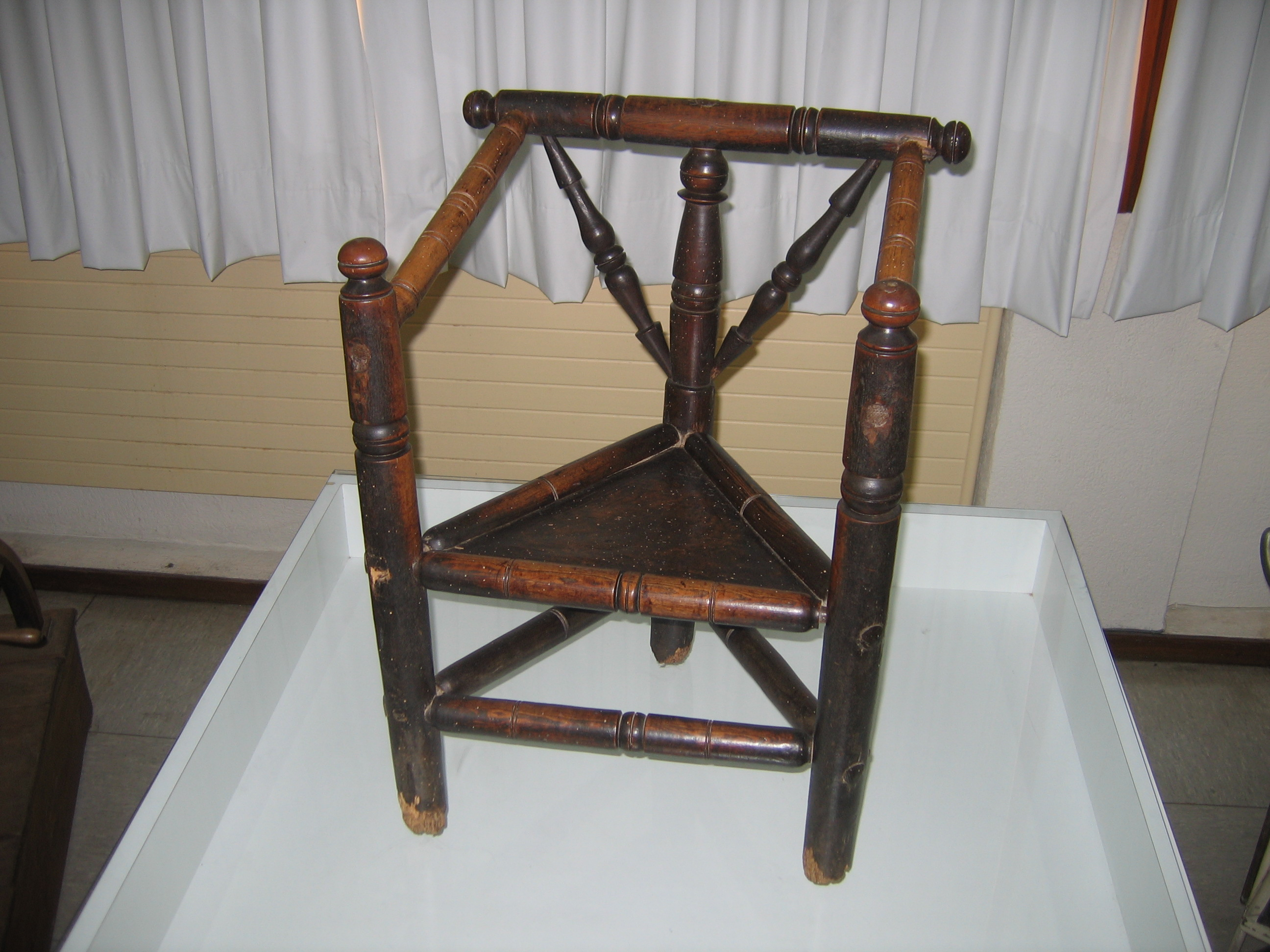
Silla de parturienta (siglo XVIII)
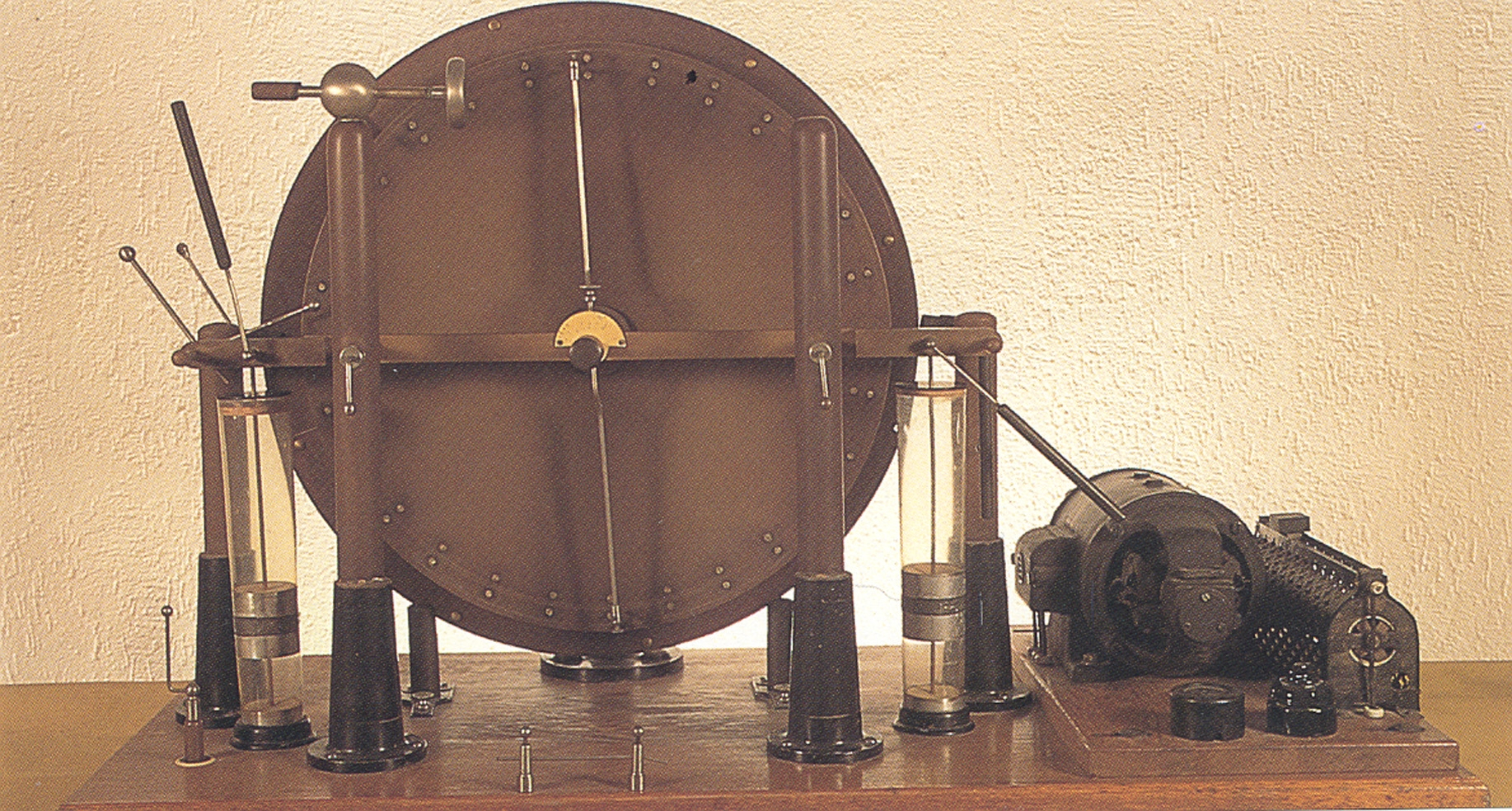
Generador electrostático Wimshurst (cerca de 1900)
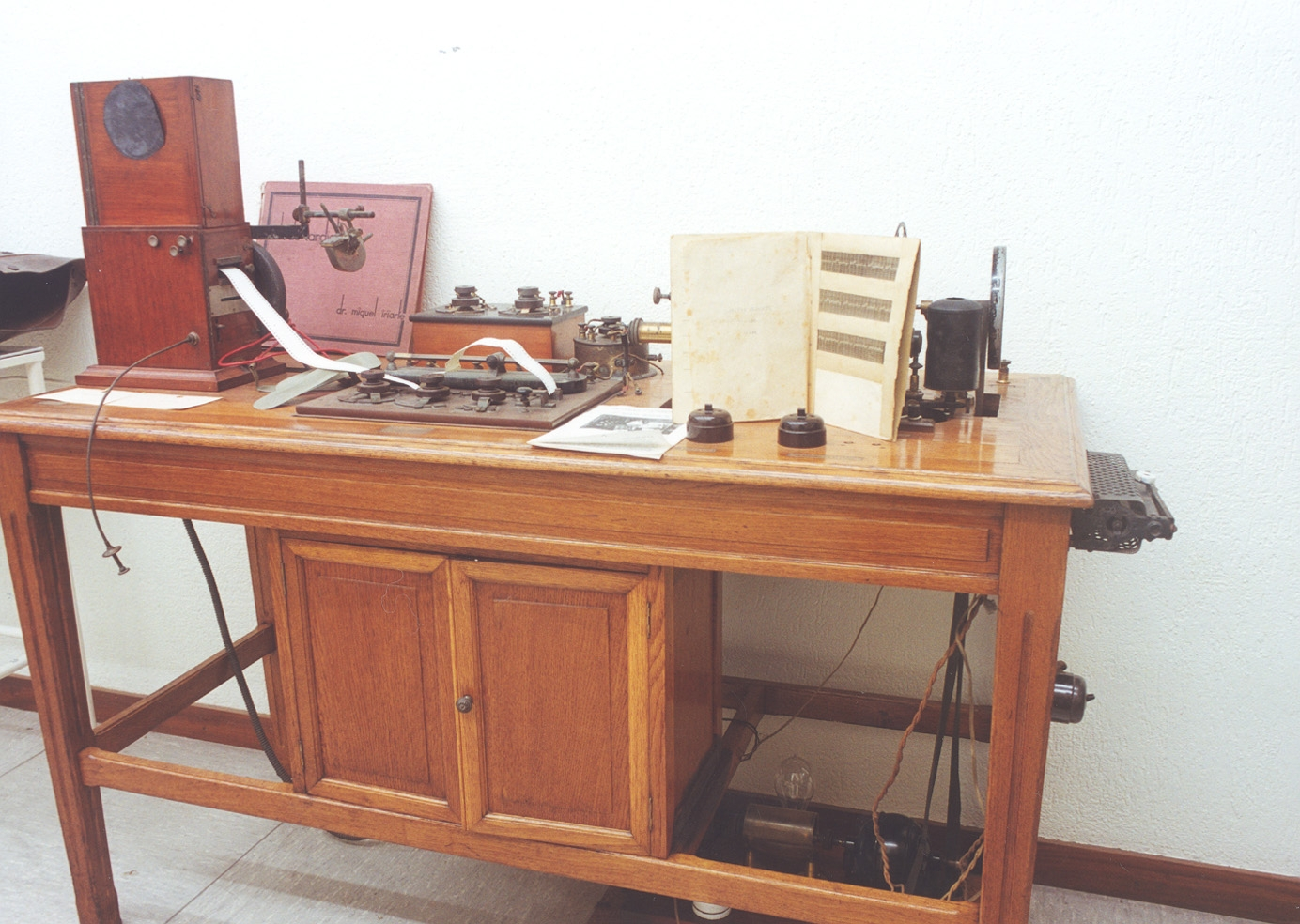
Electrocardiógrafo Brevet SGDG - G. Boulitte (París) (cerca de 1918)
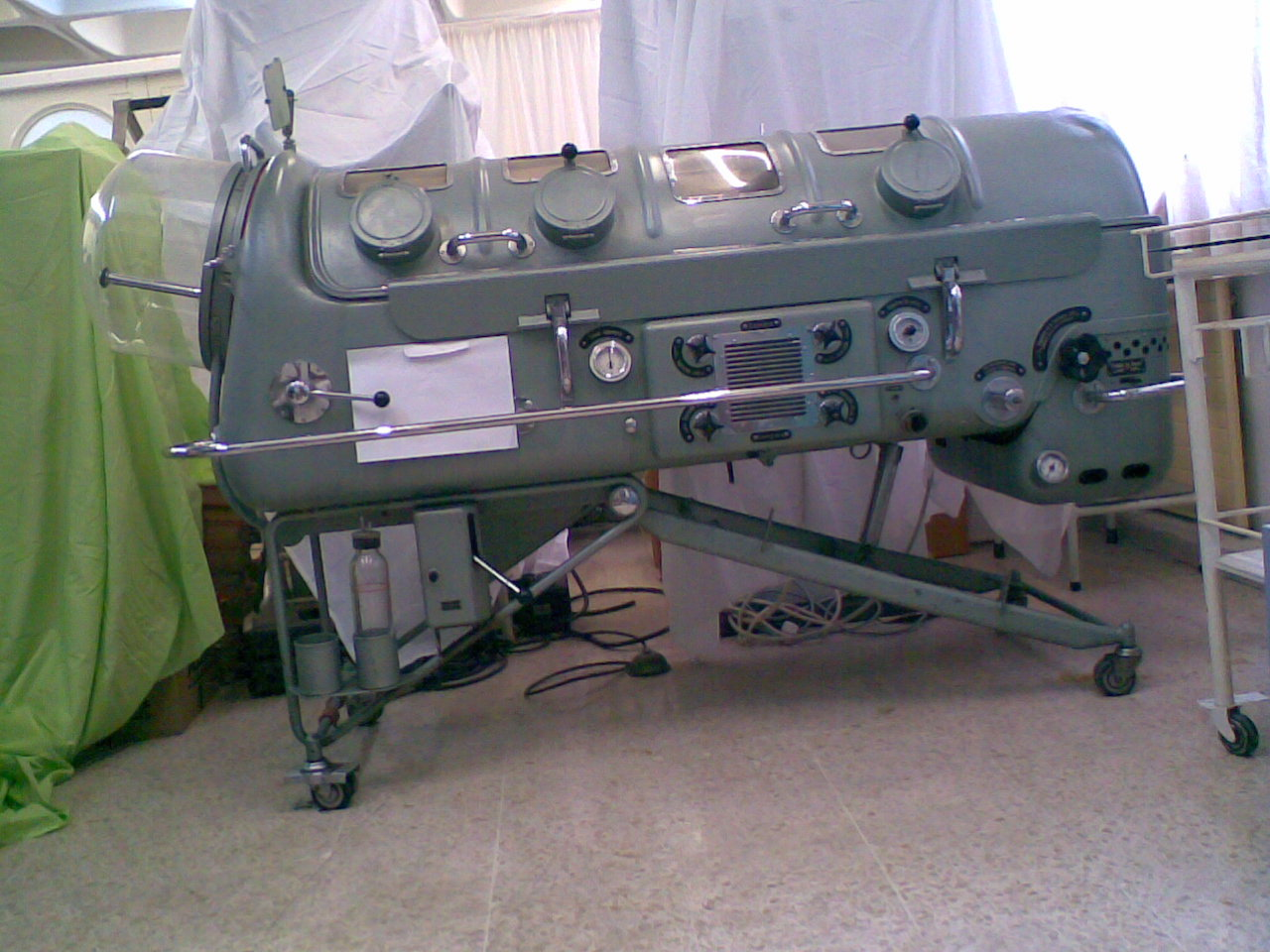
Pulmón de acero (mitad del siglo XX)
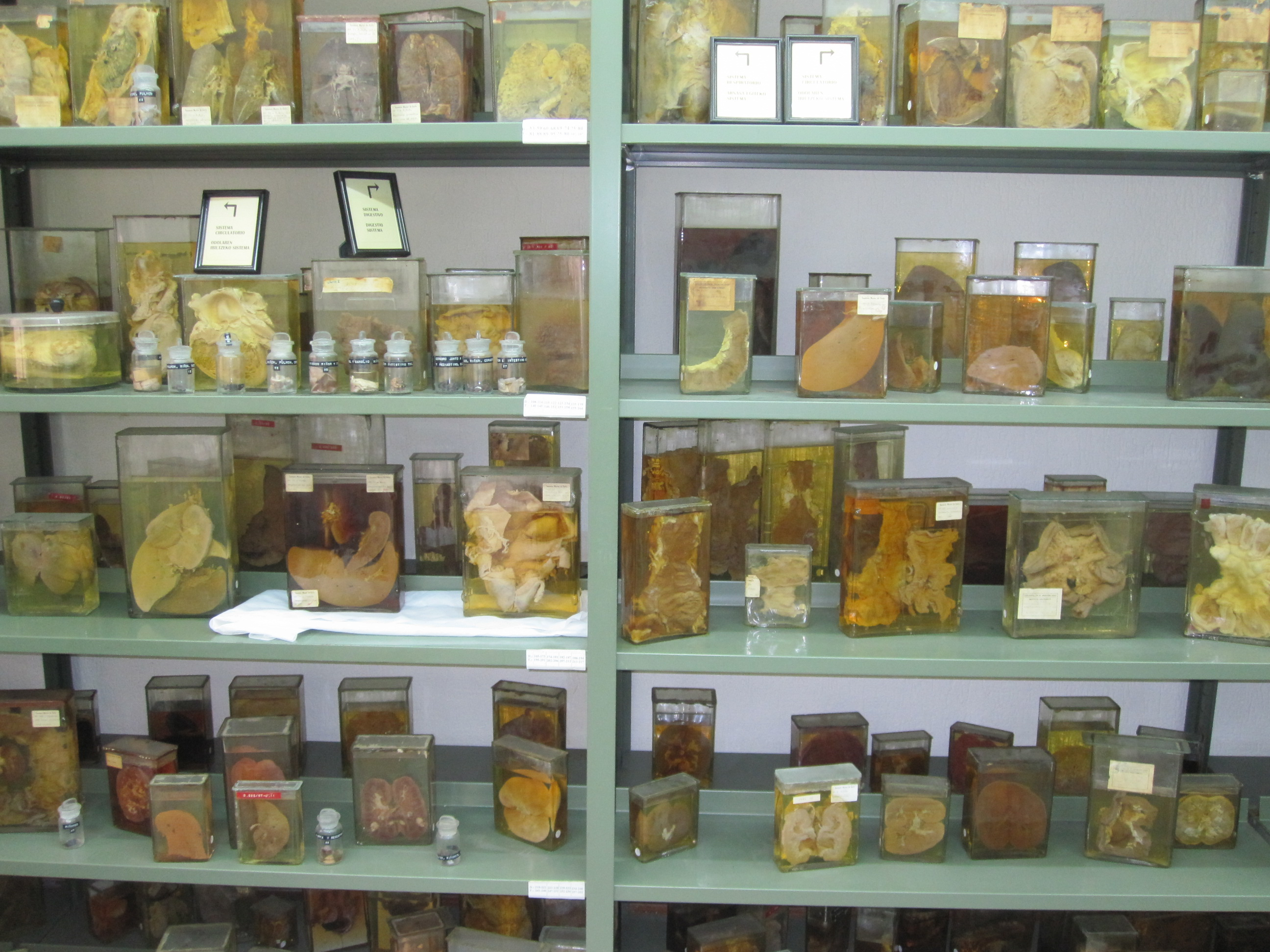
Sala de anatomía patológica
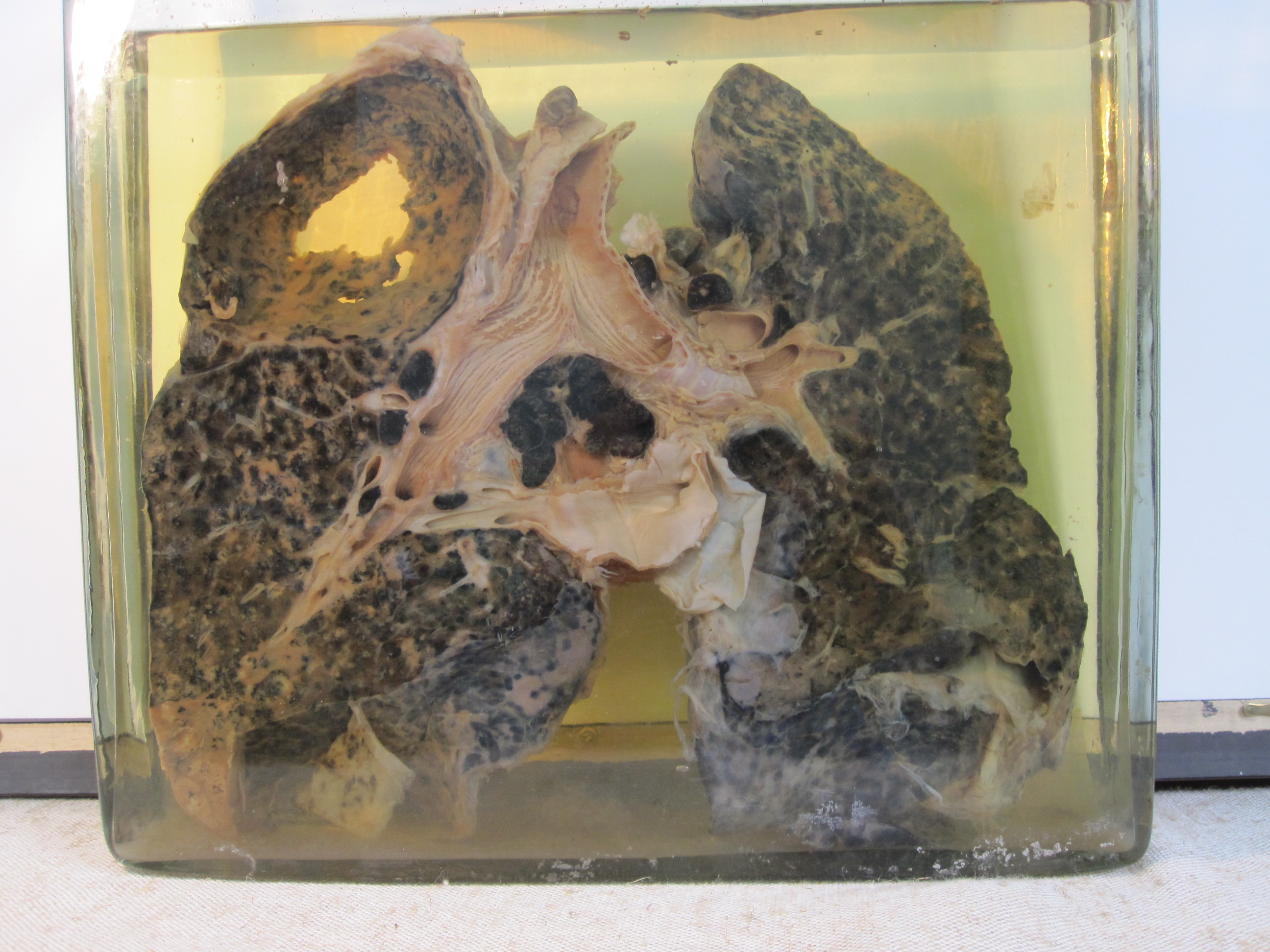
Pulmón de minero con silicosis y tuberculosis
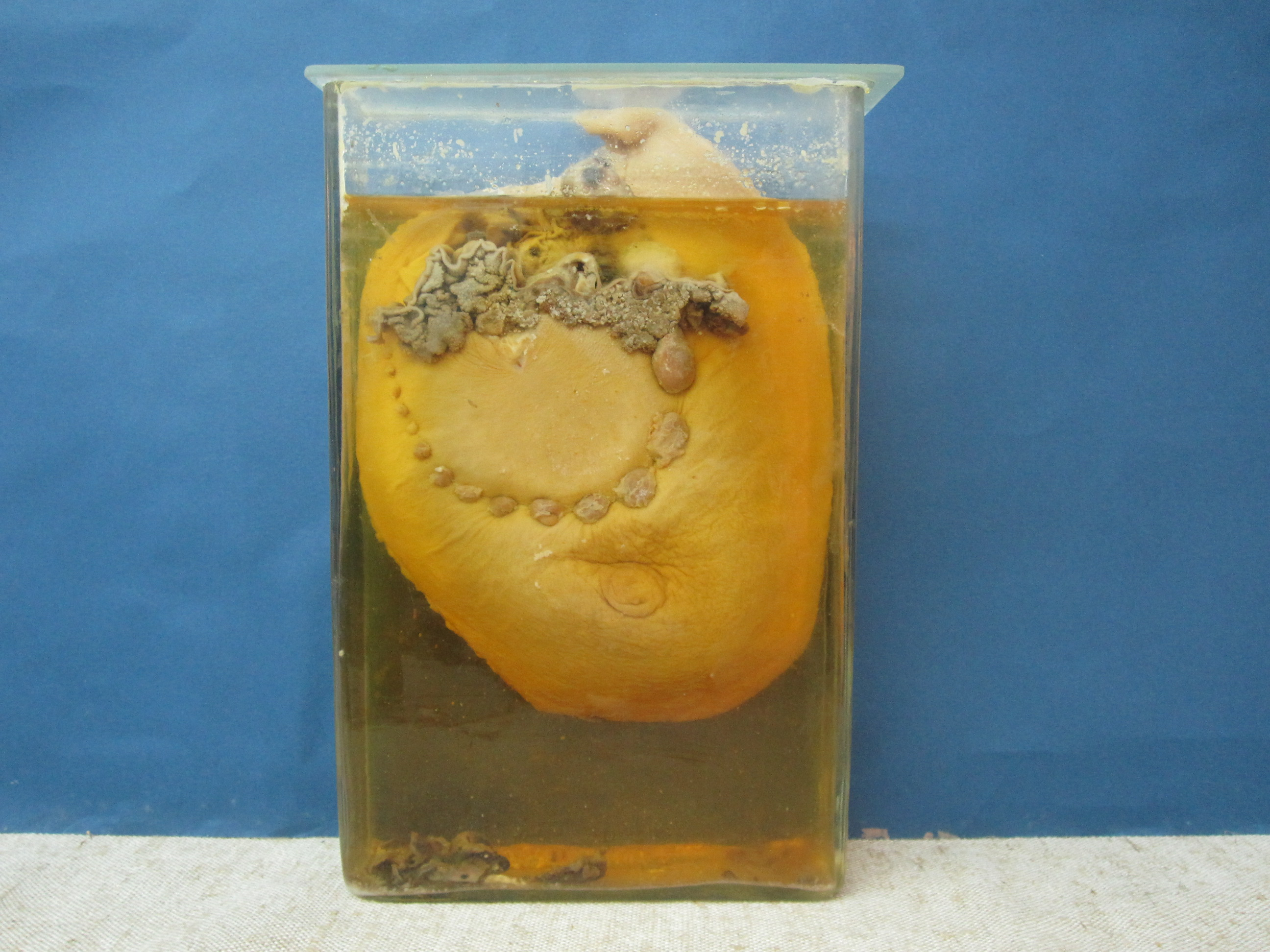
Cáncer de mama
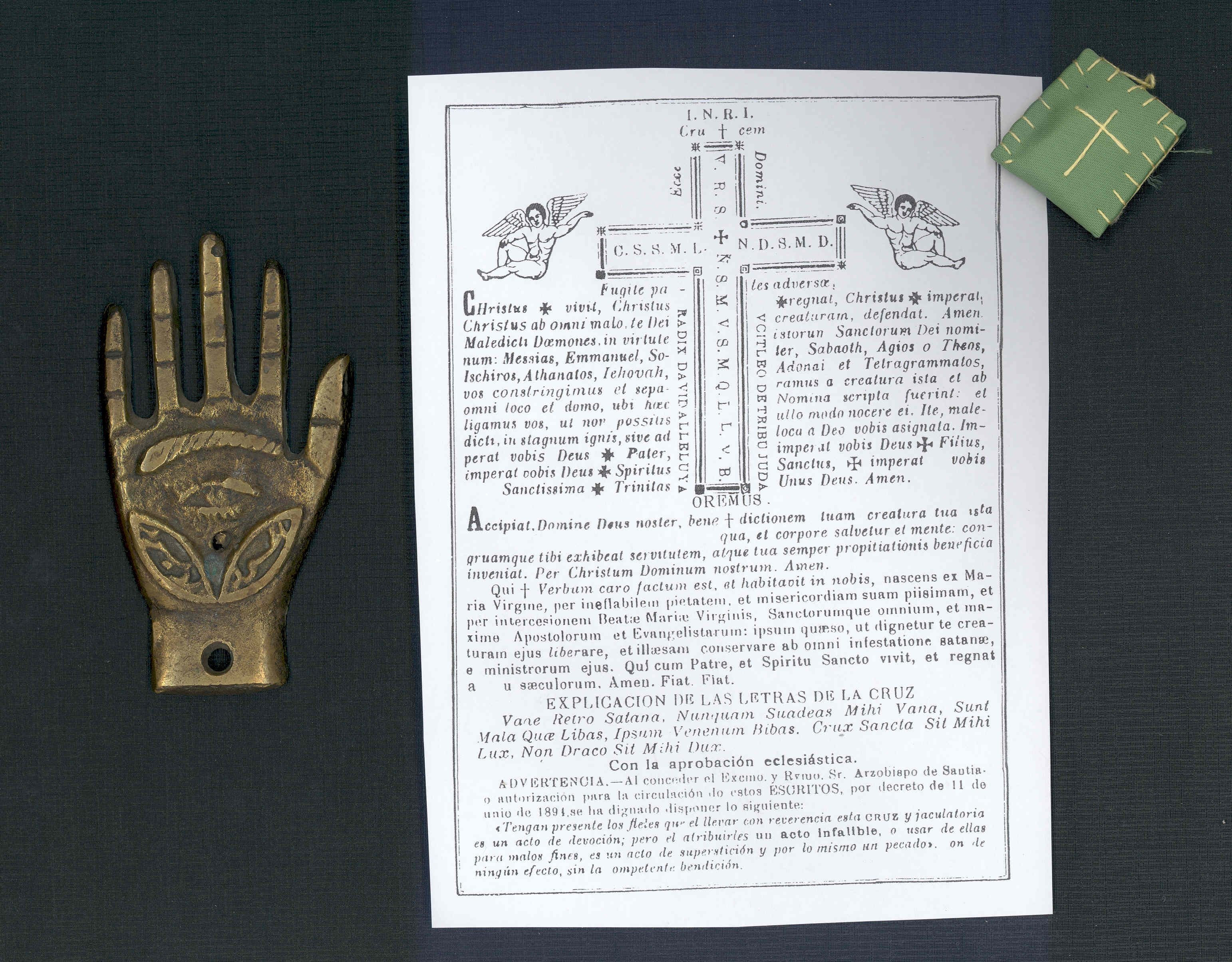
Amuletos contra el mal de ojo

## Publicaciones
- Granjel, L. S. Bibliografía histórica de la Medicina Vasca. 4 vol. Salamanca-Bilbao: MHM,1980-1987.
- Diccionario histórico de médicos vascos. Bilbao: MHM, 1993: 205.
- La medicina vasca en la época del Conde de Peñaflorida. Bilbao: MHM, 1985: 378. p.
- Rojo, A., Riera, J. Epidemias, Hospitales y Guerra en Guipúzcoa y Navarra a finales del siglo XVIII (1793-1795). Salamanca: MHM, 1983: 63. p.
- Erkoreka, A. La pandemia de gripe española en el País Vasco (1918-1919). Bilbao: MHM, 2006: 96. p.
- López de Corella, Alonso. De Morbo Pustulato, sive Lenticulari, quem Nostrates Tabardillo Apellant = Sobre la enfermedad pustulada o lenticular, que los nuestros llaman Tabardillo. Introducción, traducción y notas José Ramón Gurpegui. Bilbao: MHM, 2003: 109. p.
- Cid, F. Museología Médica. Aspectos teóricos y cuestiones prácticas. 2 vol. Bilbao: MHM, 2007: 775. p.
- Gerardo Chowell, Anton Erkoreka, Cécile Viboud and Beatriz Echeverri-Dávila. Spatial-temporal excess mortality patterns of the 1918–1919 influenza pandemic in Spain. BMC Infect Dis. 2014; 14: 371